# Ламед-хей
Отряд «Ламед-хей» — название сводной группы еврейской самообороны, которая в ходе Арабо-израильской войны пыталась доставить в окружённый арабами еврейский анклав Гуш-Эцион оружие и боеприпасы, но в ходе боя 16 января (5 швата) 1948 года была полностью уничтожена. Отряд состоял из 35 бойцов (18 из «Пальмаха» и 17 из «Хиш»), им командовал Дани Мас, бывший ранее командиром обороны Гуш-Эциона.

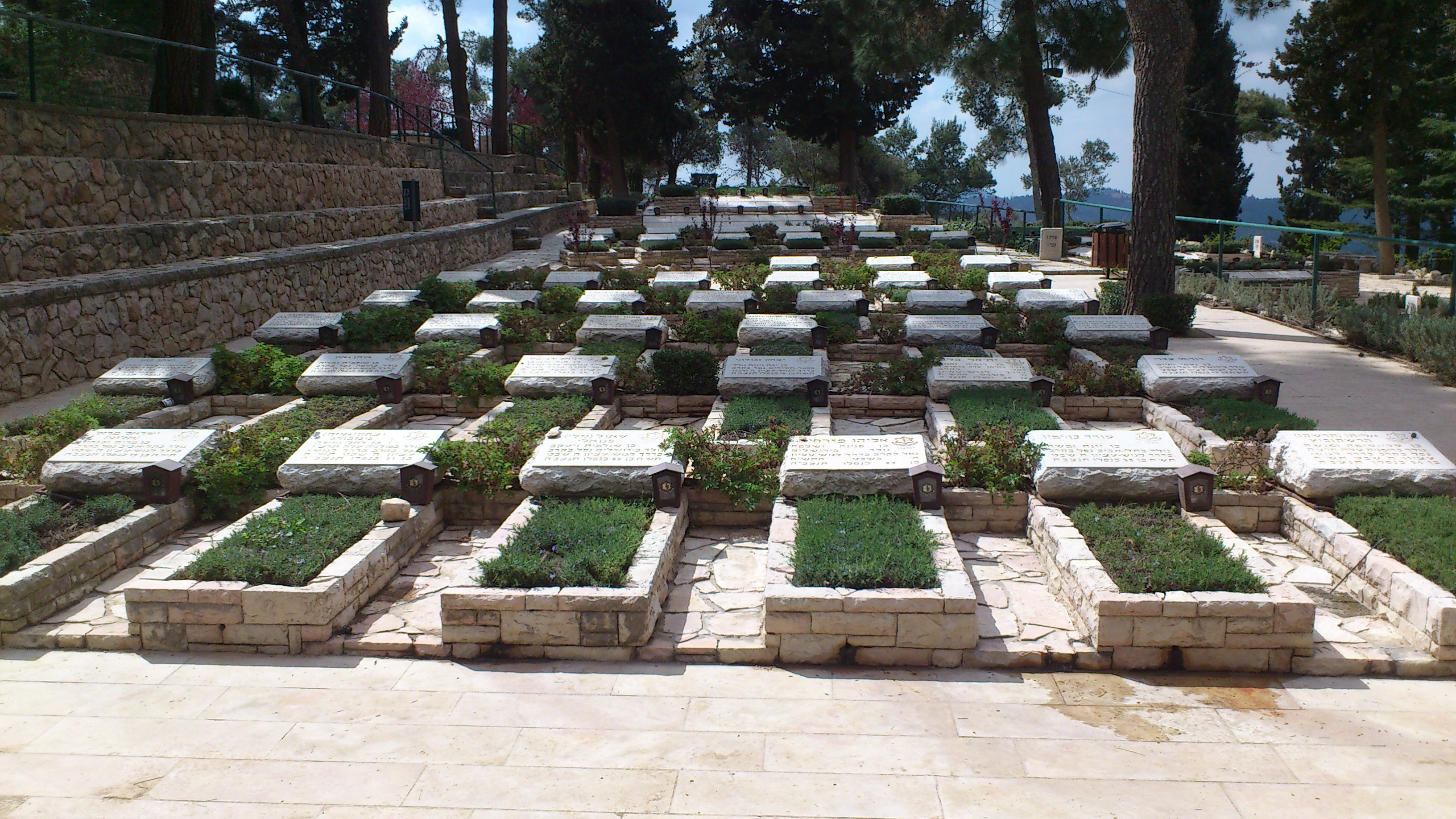
Могилы участников отряда «Ламед-хей» на горе Герцля в Иерусалиме

## История
В январе 1948 года анклав Гуш-Эцион состоял из четырёх поселений: Кфар-Эцион, Эйн Цурим, Масуот Ицхак и Ревадим. Он находился в осаде несколько месяцев, а все конвои, посланные туда из Иерусалима, были атакованы во время перехода по узкой дороге, которая шла через Вифлеем, и не смогли дойти. Арабские силы постоянно атаковали поселения Гуш-Эциона, пытаясь захватить их. После боя 14 января 1948 года анклав находился в тяжёлом положении из-за острой нехватки оружия и боеприпасов, перевязочных материалов, батарей для раций и, самое главное, бойцов. Из Иерусалима было решено послать 40 человек под руководством заместителя командира батальона Дани Маса. Решили идти по обходной дороге, через Хар-Тув. По приходе в Хар-Тув выяснилось, что для двух бойцов не хватает оружия. Поэтому двоих пришлось оставить в мошаве. По дороге один из бойцов вывихнул ногу, и Дани Мас послал двух человек отвести его обратно в Хар-Тув. Остальные 35 продолжили путь. Утром 16 января на них напали обнаружившие их арабы, и завязался кровопролитный бой, длившийся весь день, в результате которого все бойцы погибли. На следующий день британский командир полиции Хеврона обнаружил их тела.

## Последствия
Несмотря на непрекращающиеся попытки отстоять Гуш-Эцион, 13—14 мая 1948 года, за день до провозглашения Декларации независимости, анклав был захвачен и разрушен.

## Увековечение памяти
Операция «Дани» — военная операция по освобождению Лода и Рамлы — была так названа в честь командира отряда Дани Маса.
Поэт Хаим Гури посвятил стихотворение «Хине муталот гуфотейну» (ивр. הנה מוטלות גופותינו‎, «Здесь лежат наши тела») отряду Ламед-Хей.
Все погибшие члены отряда похоронены на военном кладбище на горе Герцля в Иерусалиме.
Поэт Йорам Тахарлев и композитор Йосеф Хадар написали песню «Легенда Ламед-Хей» (ивр. אגדת הל"ה‎), посвящённую подвигу отряда.
Кибуц Нетив ха-Ламед-Хей назван в память о погибших членах отряда.